# Jean Grey
Jean Grey-Summers (còn được biết đến với các bí danh như Marvel Girl, Phoenix, và Dark Phoenix), là siêu anh hùng hư cấu xuất hiện trong truyện tranh Mỹ, được xuất bản bởi Marvel Comics. Được tạo bởi nhà văn Stan Lee và nghệ sĩ Jack Kirby, nhân vật lần đầu tiên xuất hiện trongThe X-Men #1 (tháng 9 năm 1963).
Jean là thành viên của nhóm dị nhân, sinh ra với khả năng siêu phàm, khả năng ngoại cảm và sức mạnh telekinetic. Sức mạnh của cô lần đầu tiên thể hiện khi chính cô nhìn thấy người bạn thời thơ ấu của mình bị xe đâm. Cô là một nhân vật quan trọng trong cuộc đời của các nhân vật khác trong Vũ trụ Marvel, chủ yếu là các X-Men, bao gồm chồng Cyclops, người cố vấn và người cha, Charles Xavier, người yêu đơn phương, Wolverine, bạn thân nhất, Storm, các con di truyền của cô, Rachel Summers, Cable, Stryfe và X-Man.
Nhân vật này đã có mặt trong phần lớn lịch sử X-Men, cô xuất hiện trong cả ba loạt phim hoạt hình X-Men và một số trò chơi video.
Famke Janssen thủ vai nhân vật này trong năm phần của bộ phim X-Men. Sophie Turner thủ vai phiên bản trẻ hơn trong bộ phim X-Men: Apocalypse (2016). Turner sẽ trở lại để thủ vai nhân vật, cũng như tính cách thay thế của cô là Phoenix trong bộ phim Dark Phoenix (2019).
Năm 2006, IGN xếp hạng Jean Grey thứ 6 trong danh sách "25 X-Men hàng đầu của họ trong bốn mươi năm qua". Năm 2011, IGN xếp nhân vật ở vị trí 13 trong "top 100 anh hùng truyện tranh hàng đầu". Nhân vật Dark Phoenix được IGN xếp thứ 9 trong danh sách "100 nhân vật phản diện trong truyện tranh hay nhất mọi thời đại", thứ hạng cao nhất cho một nhân vật nữ.